# Ere di Myst III: Exile
Quella che segue è la lista delle Ere visitate nel gioco Myst III: Exile.

## Tomahna
La casa di Atrus e Catherine. In realtà è solo una piccola parte dell'Era di D'ni.

## J'nanin
| Creature:    | alcuni Squee portati da Edanna                                                                 |
| Geografia:   | Un'isola con un piccolo laghetto centrale circondato da un elevato terreno collinoso circolare |
| Abitanti:    | Nessuno nativo; abitata per 20 anni da Saavedro                                                |
| Vegetazione: | Qualche pianta acquatica nel laghetto centrale, e alcune piante e fiori importati da Edanna    |
| Scritta da:  | Atrus                                                                                          |

L'Era di J'nanin era stata scritta da Atrus come nodo centrale per le sue Ere-scuola, Voltaic, Edanna e Amateria, e Narayan. Egli scrisse queste Ere per insegnare ai suoi figli, Sirrus e Achenar i concetti centrali nella scrittura delle Ere, e come alcuni principi governino l'Era risultante.
J'nanin è una piccola isola rocciosa nel mezzo dell'oceano con un lago nel mezzo circondato da colline ripide tutt'intorno. Tre edifici a forma di zanna emergono dalle pareti interne dell'isola, ed un quarto più grande, che funge da abitazione, emerge dal centro del lago. Ogni zanna contiene un libro di collegamento ad una delle Ere-scuola di Atrus. Questa è l'Era in cui Saavedro è rimasto intrappolato per oltre vent'anni, fino a quando lo Straniero lo liberò nel tentativo di recuperare il libro di Releeshahn rubato da Saavedro.

## Voltaic
| Creature:    | Nessuna conosciuta |
| Geografia:   | Una grossa isola rocciosa con montagne, gole e una grossa caverna, circondata da piccole isole e scogli e dal mare a perdita d'occhio |
| Abitanti:    | Nessuno |
| Vegetazione: | Nessuna conosciuta |
| Scritta da:  | Atrus |

Voltaic è una delle Ere-scuola a cui si accede da J'nanin.
Questa Era è stata scritta da Atrus per mostrare il concetto che l'Energia Potenzia il Futuro Moto. I figli di Atrus dovevano attivare e utilizzare le varie forme di energia presenti sull'Era. Riuscendo nell'impresa, sarebbero riusciti a far funzionare la Nave a Vela, che li avrebbe portati dove si trovava il messaggio che dovevano imparare.
La stessa Era è formata da una vasta isola color ruggine circondata dal vasto oceano. Nell'isola sono presenti gallerie, vallate, gole, collegamenti col sottosuolo, dove si trovano i macchinari azionati dalle varie forme di energia (idraulica, elettrica, eolica, geotermica) per potenziare il futuro moto della nave.
Il nome dell'Era è verosimilmente un riferimento alla pila voltaica.
In Myst IV: Revelation, Sirrus menziona Voltaic in una memoria.

## Edanna
| Creature:    | Molti esempi di fauna, in particolare Grossamery (un grosso uccello dall'apertura alare di 2 m circa), Electra Ray (un pesce elettrico), e una specie di falena marrone |
| Geografia:   | Un enorme albero che spunta dal mare in cui si può entrare |
| Abitanti:    | Nessuno |
| Vegetazione: | Una moltitudine di piante costituenti un vasto ecosistema, capaci di rispondere attivamente ai molteplici stimoli tra le creature dell'Era                              |
| Scritta da:  | Atrus |

Edanna è una delle Ere-scuola a cui si accede da J'nanin. Atrus scrisse l'Era per illustrare i concetti di natura e interdipendenza degli elementi all'interno dell'ambiente; più specificatamente che la Natura Incoraggia la Reciproca Dipendenza.
L'Era stessa è costituita da un gigantesco albero alto oltre 120 metri che si erge dalla superficie del vasto oceano. Ci sono tre distinti ma interconnessi ecosistemi all'interno dell'albero, posti uno sotto l'altro:
- Il Bosco sovrastante (diviso in tre parti: superione, media e inferiore)
- La Foresta
- La Palude

Ogni regione non solo presenta un aspetto totalmente diverso dalla precedente, ma un insieme completamente nuovo di puzzle da risolvere, coerenti sia al loro interno che tra una regione all'altra. L'Era è completamente priva di manufatti umani, tranne il visore e il libro che Atrus ha messo per insegnare ai figli il concetto-chiave dell'Era, e una trappola per animali messa da Saavedro.

## Amateria
| Creature:    | Nessuna conosciuta                                                           |
| Geografia:   | Un'isola rocciosa con alcune alture e una serie di piccole isole circostanti |
| Abitanti:    | Nessuno                                                                      |
| Vegetazione: | Erba                                                                         |
| Scritta da:  | Atrus                                                                        |

Amateria è una delle Ere-scuola a cui si accede da J'nanin. Il concetto che questa Era doveva trasmettere ai figli di Atrus era che le Forze Dinamiche Spingono al Cambiamento.
L'Era in sé è un'isola in mezzo ad un vasto oceano dal colore scuro. Il cielo è quello di un tramonto violaceo, con un sole scuro all'orizzonte che manda alcuni radi raggi di luce. L'isola è percorsa da tracciati usati dalle grosse sfere create utilizzando degli speciali cristalli. I figli di Atrus dovevano, mediante il bilanciamento delle forze che si sprigionavano nei meccanismi sui tracciati, riuscire a far percorrere interamente alle sfere i vari percorsi, per accedere infine al messaggio finale.

## Narayan
| Creature:    | Nessuna conosciuta                              |
| Geografia:   | Una rete di grossi alberi che spuntano dal mare |
| Abitanti:    | Una popolazione umana, i Narayani               |
| Vegetazione: | Alti alberi (Alberi Griglia)                    |
| Scritta da:  | Atrus                                           |

Narayan è il culmine del percorso delle Ere-scuola scritte da Atrus per i suoi figli Sirrus e Achenar, disegnata per dare forma ai concetti imparati durante lo studio delle altre Ere, per quando essi stessi avrebbero scritte delle loro Ere; in particolare l'Era doveva insegnare che i Sistemi Bilanciati Stimolano la Civiltà. 
Narayan era un'Era coperta interamente dall'oceano, con nessuna massa di terra esistente. Alberi molto grandi chiamati Alberi Griglia crescevano dall'oceano. Grandi spore bianco-latte, che Atrus chiamava "Perle", si elevavano periodicamente dalla superficie dell'acqua verso lo strato di nubi e il cielo. Per sopravvivere, i Narayani dovevano catturare queste spore e legarle agli alberi per impedire che questi crollino nell'oceano sottostante. Per fare ciò, suonavano splendide melodie con flauti od organi per richiamarle verso di loro, dove le catturavano con apposite reti. Questo era il modo di vita dei Narayani, che abitavano sulle chiome di questi alberi: dovevano costantemente controllare la crescita dei rami e portare nuove spore per bilanciarne il peso e per sostituire quelle vecchie quando morivano.
Prima che Sirrus e Achenar distrussero le Ere nella libreria di Myst, cercarono di far abbandonare ai giovani Narayani le loro vecchie tradizioni di vita, cosa che a sua volta avrebbe portato alla distruzione della stessa struttura che manteneva in vita la loro civiltà. Ben presto, alcuni degli alberi caddero nell'oceano sottostante, e i giovani che avevano voltato la loro faccia alle tradizioni si accorsero dell'errore commesso seguendo i consigli dei figli di Atrus. Essi costrinsero Sirrus e Achenar alla fuga, ma un uomo, Saavedro, li seguì, per chiedere loro perché avessero fatto quello che avevano fatto, e per far loro rimediare alla loro colpa. Egli fu però intrappolato nell'Era di J'nanin. Quando finalmente ritrovò una strada per Narayan, non riuscì a trovare il modo per oltrepassare lo Scudo di Cristallo installato da Atrus, e pensò che la sua gente fosse morta. A questo punto, giurò di vendicarsi per quanto patito su Atrus e la sua famiglia.
Comunque, i Narayani anche se per la minor parte, erano riusciti a sopravvivere alla morte dei loro vecchi Alberi Griglia, e a farne crescere di nuovi non lontano dai resti della loro vecchia città. Questo dimostra il concetto dei Sistemi Bilanciati che Stimolano la Civiltà: in un'Era ben bilanciata, una civiltà sull'orlo della fine può riprendersi e rifiorire.

## Releeshahn
Di Releeshahn è visibile solo il Libro Descrittivo, che è chiuso da un lucchetto; l'Era di Releeshahn non è visitata dal giocatore.